# Amerikansk sothöna
Amerikansk sothöna (Fulica americana) är en amerikansk fågel i familjen rallar inom ordningen tran- och rallfåglar.

## Utseende
Amerikansk sothöna är lik sin europeiska motsvarighet sothönan, men är något mindre och slankare (31–37 centimeter lång jämfört med sothönans 36-42), något ljusare grå och har en rakare ryggprofil. Karakteristiskt är dels det mörka tvärbandet över den blåvita näbben (sothönans är mer benvit) samt en röd fläck högst upp på pannskölden. Vidare har den vita sidor på de undre stjärttäckarna, något som sothönan saknar.

## Utbredning och systematik
Amerikansk sothöna delas in i två underarter:
- Fulica americana americana – förekommer från södra Alaska till nordvästra Costa Rica, i Karibien (Stora och Små Antillerna) samt norra Sydamerika (norra Venezuela)
- Fulica americana columbiana – förekommer i Anderna från Colombia till norra Ecuador

Populationen i Karibien och norra Sydamerika urskildes tidigare som en egen art kallad karibsothöna (Fulica caribaea) och vissa gör det fortfarande. Numera betraktas den dock oftast enbart som en morf av amerikansk sothöna.

### Amerikansk sothöna i Europa
Amerikansk sothöna är en sällsynt gäst i Europa med fynd i Storbritannien, Spanien, Portugal, Irland, Island samt Färöarna. I Azorerna har den påträffats över 30 gånger.

## Levnadssätt
Amerikansk sothöna bebor en lång rad olika typer av våtmarker, från stora sjöar till parkdammar och vattenreningsdammar. Den kräver dock inslag av vegetation som står i vatten. Fågeln lever mest av vattenlevande växter, men kan också ta insekter, kräftdjur, sniglar och små ryggradsdjur som grodyngel och salamandrar. På land kan den beta växter och äta frön och löv från ek, alm och cypresser.
Liksom sothönan bygger den ett flytande bo bland täta stånd av vass, kaveldun, säv eller högt gräs. Den lägger en till två kullar med åtta till tolv ägg som ruvas i 23-25 dagar.

## Status och hot
Arten har ett stort utbredningsområde och en stor population, men tros minska i antal, dock inte tillräckligt kraftigt för att den ska betraktas som hotad. IUCN kategoriserar därför arten som livskraftig (LC). Världspopulationen uppskattas till sex miljoner individer.